# ألكسيس كارون
ألكسيس كارون هو سياسي كندي، ولد في 8 مارس 1899 في غاتينو في كندا، وتوفي في 31 أغسطس 1966 في أوتاوا في كندا. حزبياً، نشط في الحزب الليبرالي الكندي وحزب كيبيك الليبرالي. وقد انتخب Mayor of Hull ‏ (1953 – 1955) وانتخب عضو الجمعية الوطنية في كيبك ‏ وانتخب عضو مجلس العموم الكندي.